# Henri-David de Chaillet
Pour les articles homonymes, voir Chaillet.
Henri-David de Chaillet, né le 12 juillet 1751 à La Brévine et mort le 30 septembre 1823 à Auvernier, est un critique littéraire et pasteur protestant suisse.

## Biographie
Henri-David de Chaillet est le fils de Samuel de Chaillet (1712-1803), pasteur, et de Barbe de Tribolet (1717-?). Né à La Brévine, Henri-David de Chaillet grandit avec son frère, Samuel de Chaillet (1752-1830), dans les différentes cures où exerce son père. À onze ans, il entre au collège de Neuchâtel avant d'être envoyé à Bâle pour étudier la théologie. Là, il fréquente notamment les fils Bernoulli dont le père, Jean Bernoulli, est un ancien camarade de classe de Samuel Chaillet. C'est lors de son séjour dans la cité rhénane qu'Henri-David de Chaillet prend l'habitude de consigner les événements de son existence, ses réflexions et ses lectures, habitude qui l'accompagnera jusque dans ses vieux jours.
Rappelé à Neuchâtel par ses parents, il est reçu proposant par la Vénérable classe des pasteurs de Neuchâtel et décide, contre l'avis de son entourage, de poursuivre sa formation à Genève où il a trouvé une place de précepteur auprès de la veuve Marie-Elisabeth Massé née Dunant. Parti le 16 mars 1769, Henri-David de Chaillet ne reviendra chez ses parents, à Serrières, que le 5 mai 1771.  
En 1772, au terme de ses derniers examens, Henri-David de Chaillet est consacré pasteur et nommé suffragant de Frédéric Grellet à Bevaix. Puis, le 16 août 1775, il est nommé suffragant à Colombier et à Auvernier. Dans l'intervalle, le 10 septembre 1774,  Henri-David de Chaillet a épousé Marie-Françoise-Charlotte Rognon (1748-1801) qui lui donnera six enfants : Charles, Julie, Pierre-Abraham, Auguste, Sophie-Elisabeth, Charlotte et Henriette. Cependant, lecteur fervent de La Nouvelle Héloïse de Jean-Jacques Rousseau, Henri-David de Chaillet ne parvient pas à s’accommoder de ce mariage de raison. Lorsque, en 1777, il rencontre Rosette Du Pasquier (1756-1827), fille de Jean-Jacques, directeur de la fabrique d’indiennes du Bied (Boudry), il frémit de tenir enfin sa "Julie". Mais leur liaison fait scandale et la Vénérable classe des pasteurs exige, sans succès pourtant, la rupture. Au décès de sa première femme, en 1801, Henri-David de Chaillet épouse Rosette.  
Malgré ses démêlés avec la Vénérable classe et grâce à son talent de prédicateur, Henri-David de Chaillet est finalement nommé, en 1789, pasteur de la ville de Neuchâtel. Plus tard, en 1798, il devient même doyen de la Vénérable classe. 
Grand lecteur, Henri-David de Chaillet connaît parfaitement les auteurs de l'Antiquité mais aussi ses contemporains. Sa bibliothèque, conservée jusqu'en 2019 dans la maison de famille des L'Hardy - Bouthilier - De Beaumont à laquelle s'est alliée sa fille cadette, Henriette, témoigne de la vaste culture littéraire du pasteur. À plusieurs reprises, Henri-David de Chaillet en dresse l'inventaire. Aussi, c'est tout naturellement qu'en 1779, à la mort de son maître et ami Jean-Elie Bertrand, il devient rédacteur du Journal helvétique (initialement nommé Mercure suisse par son fondateur, Louis Bourguet). Du témoignage d'Henri-David de Chaillet l'affaire n'est pas rentable mais elle lui vaut quelque réputation. Éloigné des cercles parisiens et peu soucieux de satisfaire le goût de son public, il y exprime son goût sans complaisance.   
Membre du cercle d'Isabelle de Charrière, comme son parent Jean-Frédéric Chaillet, il y rencontre en particulier Benjamin Constant avec qui il se lie d'amitié. Les deux grossesses, hors mariage, d'Henriette Monachon, dame de chambre d'Isabelle de Charrière mettent cependant un terme à cette amitié. Henri-David de Chaillet est aussi le fondateur, en 1791, de la Société d'émulation patriotique.  
Henri-David de Chaillet est mort subitement à l'âge de 72 ans d'une mauvaise chute. Sa pierre tombale se trouve dans le temple d'Auvernier.

## Sources et notes
1. ↑  « Henri-David Chaillet » dans le Dictionnaire historique de la Suisse en ligne.
2. ↑  Fonds : Famille Chaillet.  Cote : FCHA-106-5.32. Neuchâtel : Bibliothèque publique et universitaire de Neuchâtel.
3. ↑  M. PX., « La famille «de Rognon» », L’Express,‎ 23 mai 1981, p. 23 (lire en ligne)
4. ↑  Bibliothèque publique et universitaire de Neuchâtel, bibliothèque d'Henri-David de Chaillet.
5. ↑  Fonds : Famille Chaillet.  Cote : FCHA-110-4.4 à 4.6. Neuchâtel : Bibliothèque publique et universitaire de Neuchâtel.
6. ↑  Séverine Huguenin; Timothée Léchot, Lectures du Journal helvétique 1732-1782, Genève, Slatkine, 2016, 413 p.
7. 1 2  Guyot 1946, p. 274-275.
8. ↑  Jacques Petitpierre, « Le manoir du Pontet à Colombier », L’Express,‎ 11 mai 1935, p. 6 (lire en ligne)
9. ↑  Philippe Godet, Madame de Charrière et ses amis: d'après de nombreux documents inédits (1740-1805), avec portraits, vues, autographes, etc., Genève, A. Jullien, 1906
10. ↑  F.J., « Au temps des Benoît », L’Impartial,‎ 26 octobre 1968, p. 7 (lire en ligne)
11. ↑  E. L., « Le temple d'Auvernier », L’Express,‎ 22. avril 1989, p. 17 (lire en ligne)